# 65859 Madler
65859 Madler este o planetă minoră (asteroid), cu un diametru de 14,225 km, din centura de asteroizi. A fost descoperită pe 9 aprilie 1997 la Observatorul European Austral de Eric Walter Elst. 
Obiectul prezintă o orbită caracterizată de o semiaxă mare de 3,9675428083009 UAi, o excentricitate de 0,16, o înclinație de 5,5 ° în raport cu ecliptica.